# Surin (Deux-Sèvres)
Surin ist eine französische Gemeinde mit 649 Einwohnern (Stand: 1. Januar 2022) im Département Deux-Sèvres in der Region Nouvelle-Aquitaine (vor 2016: Poitou-Charentes). Sie gehört zum Arrondissement Parthenay und zum Kanton Autize-Égray. Die Einwohner werden Surinois und Surinoises genannt.

## Geographie
Surin liegt etwa zwölf Kilometer nördlich von Niort.

### Nachbargemeinden
Umgeben ist Surin von den Nachbargemeinden Pamplie im Norden, Cours im Nordosten und Osten, Sainte-Ouenne im Osten und Südosten, Faye-sur-Ardin im Süden und Südwesten, Béceleuf im Westen sowie Xaintray im Nordwesten.

## Bevölkerungsentwicklung
| Jahr                       | 1962 | 1968 | 1975 | 1982 | 1990 | 1999 | 2006 | 2019 |
| Einwohner                  | 631  | 617  | 577  | 531  | 514  | 515  | 580  | 655  |
| Quellen: Cassini und INSEE |      |      |      |      |      |      |      |      |

## Sehenswürdigkeiten
- Kirche Saint-Hilaire, ursprünglich aus dem 12. Jahrhundert, heutiger Bau aus dem 18. Jahrhundert
- Schloss Beauregard